# Vail (Iowa)
Vail – miasto w Stanach Zjednoczonych, w stanie Iowa, w hrabstwie Crawford. W 2000 roku liczyło 452 mieszkańców.